# Osredek (gmina Velike Lašče)
Osredek – wieś w Słowenii, w gminie Velike Lašče. W 2018 roku liczyła 35 mieszkańców.